# 블록버스터 (기업)

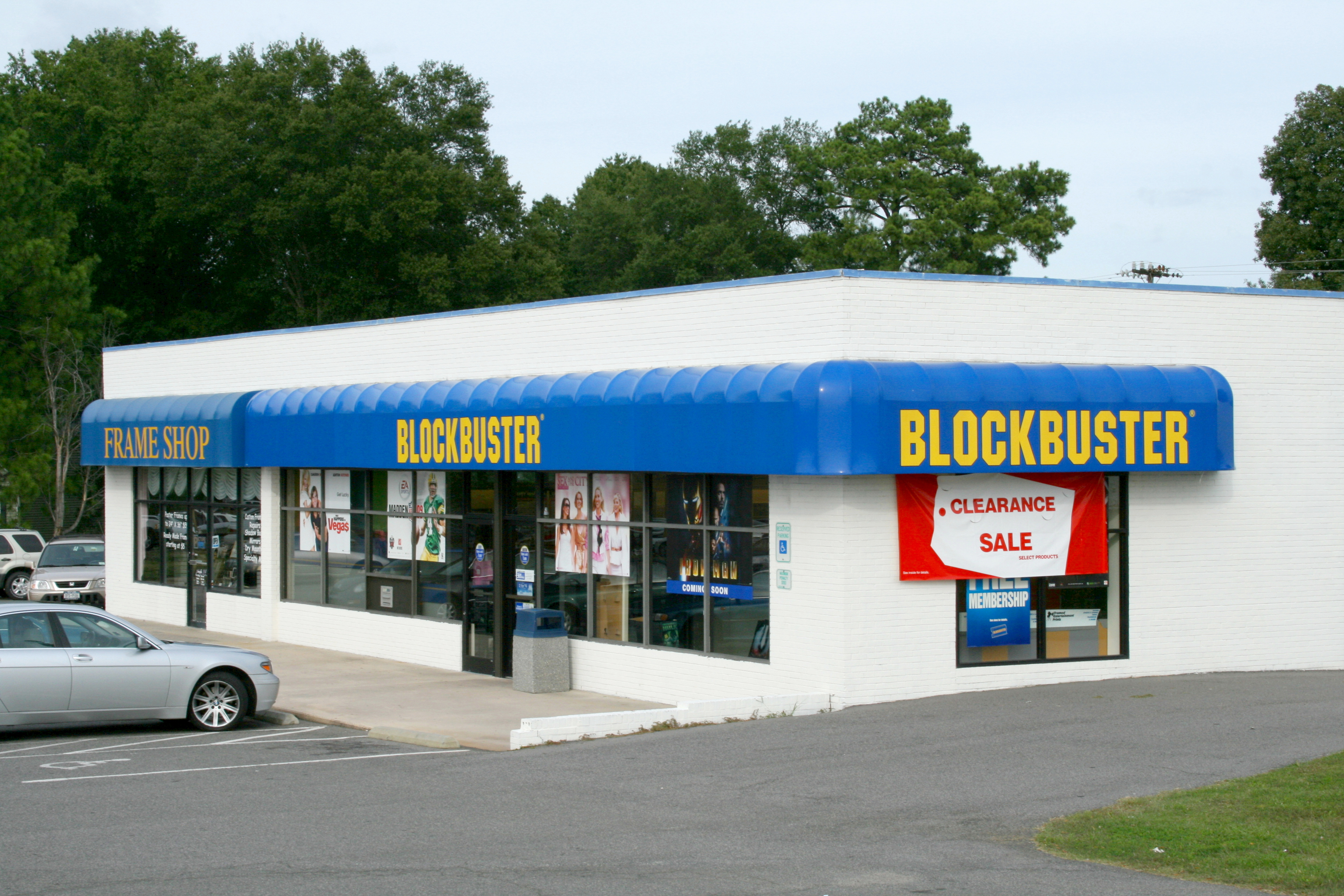
노스 캐롤라이나주 더햄에 위치했던 블록버스터 매장.

블록버스터(영어: Blockbuster, LLC.)는 미국 텍사스 주 댈러스에 본사를 둔 DVD, VHS, 비디오 게임 대여 전문점이다. 보통 매장에서 DVD, 비디오를 대여하나 2000년대 중반부터는 배송으로도 대여 서비스를 진행했다. 1985년 데이비드 쿡이 댈러스에서 1호점을 개점했으며 1990년대부터 2000년대 중반까지 불었던 비디오, DVD 열풍에 힘입어 미 전역과 해외로 사업을 확장하며 큰 인기를 누렸다. 매출이 정점을 찍었던 2004년 기준, 미국에 총 9,094개의 매장을 두고 84,300명의 영업직원을 두었으며 해외에도 100여개의 매장과 25,800명의 영업직원이 있었다. 같은 시기에 등장했던 넷플릭스와 레드박스와 경쟁했으나, 비디오와 DVD가 시장에서 주류였던 2000년대에는 이들보다 성과적으로 훨씬 앞서나갔다.
그러나 경영 문제와 불법 다운로드와 인터넷의 발달로 인한 DVD, 비디오 시장의 쇠퇴로 2000년대 후반부터 조금씩 매출이 떨어지기 시작했고 결국 2010년 9월, 파산을 신청하였다. 본사 파산 이후 2011년 디시 네트워크에 인수되었으나 이마저도 오래 가지 못했고 2014년까지 300여개의 매장이 폐업하며 사실상 시장에서 도태되기에 이르렀다. 함께 경쟁하던 넷플릭스는 스마트폰의 대중화 이후 엔터테인먼트 사업에 중심으로 떠오른 OTT 시장으로 일찍히 사업 방향을 전환하여 큰 성공을 거두고, 레드박스 역시 OTT 서비스와 DVD 대여 서비스로 어느 정도 굳건한 위치를 지키고 있으나 블록버스터는 2000년대까지의 유능한 사업실적이 무색하게도 스마트폰의 대중화와 OTT 시장의 발달에 따라가지 못했고 결국 시장에서 도태되는 결과를 맞이하였다.
2022년 기준으로, 미국 오리건주 밴드(Bend) 지역에 단 한 개의 매장이 남아 영업 중이며 현재 이 곳은 관광명소가 되어 매출을 유지하고 있다.

## 역사
블록버스터의 설립자 데이비드 쿡(David Cook) 은 1978년 Cook Data Services라는 석유, 가스 운반업체를 창업해 운영했으나 큰 성공을 거두지 못했다. 사업 실패 후 데이비드 쿡의 아내 신디 쿡이 비디오 대여 사업을 제안했다. 데이비드 쿡이 처음 블록버스터 창업을 준비하던 1980년대 당시는 VHS가 가정용 홈 비디오의 표준으로 자리잡고 비디오 대여업이 확장되고 있던 시기였으며, 쿡은 아내의 제안을 받아들여 1985년 텍사스 주 댈러스에 있는 동네 비디오가게를 인수하여 'Blockbuster' 라는 상표를 붙이고 영업을 시작했다. 블록버스터를 창업한 이후 쿡은 기존에 운영하던 석유, 가스 운반 사업을 정리하였다.
1985년 처음 영업한 블록버스터 1호점에는 8000개의 VHS와 2000개의 베타 테이프를 대여해 주었다. 1호점이 성공하며 조금씩 텍사스 주에 분점을 개설하기 시작한 쿡은 갈랜드(Garland) 지역에 비디오 보관용 대형 창고를 세우고 1990년대 초반까지 미 전역으로 점포를 확장해나갔다. 1993년에는 비아콤을 인수하려고 했으나 무산되었고, 1990년대 중반 영국에 첫 해외점포를 연 뒤 호주, 뉴질랜드, 아일랜드, 프랑스, 캐나다 등에 점포를 개설해 해외로 사업을 확장했다.
1990년대 후반부터 2000년대 중반까지는 블록버스터는 경제적으로 가장 큰 사업적 이익을 달성했던 시기였다. 1997년 타코벨의 CEO였던 존 아티오코가 블록버스터의 CEO 자리에 오르는데, 그는 VHS의 대항마로 떠오르고 있던 DVD에 관심을 가지기 시작, DVD가 가진 사용의 편리함과 실용성을 들어 90년대 후반부터 DVD 대여 서버스를 시작한다. DVD는 높은 대여량을 기록해 2000년대 초반 VHS 대여량의 40% 수준까지 따라잡았고, 2003년에는 끝내 VHS의 대여, 판매량을 뛰어넘기에 이른다. 블록버스터는 이 후 2006년경까지 미국에서 비디오 대여업의 대명사로 여겨질 정도로 높은 매출량과 경제적 수익을 자랑하며 전성기를 달렸다. 1990년대 후반 넷플릭스가, 2002년 레드 박스가 등장하며 경쟁업체가 생겼지만 블록버스터의 경제적 수치를 따라가기에는 역부족이었다. 넷플릭스는 당시 DVD를 우편으로 보내주는 대여업을, 레드박스는 자판기를 통해 DVD를 대여하는 서비스를 시작했으나 블록버스터는 이 두 업체의 방식을 차용하여 2000년대 중반부터 우편 배달 서비스를 시작하였고 자판기도 제작하였다. 2004년 기준 블록버스터는 미 국내/해외 매장을 포함 총 9000여개의 매장을 영업했다.
그러나 2000년대 후반부터 불법 다운로드(P2P)와 인터넷의 발달로 DVD, 비디오 대여업이 조금씩 쇠퇴기를 맞기 시작하면서 블록버스터의 매출은 조금씩 하락하기 시작했다. 또한 경영 문제가 겹치면서 블록버스터는 조금씩 하락세를 타게 되었고, 경쟁업체였던 넷플릭스가 인터넷 영화 시장을 미리 예측해 사업 방향을 변경한 것과 대비되어 사업적 경쟁력을 갖추지 못했다는 평가를 받았다. 2000년대 후반까지는 DVD와 비디오가 인터넷 다운로드 시장의 발달에도 여전히 대중들에게서 사용되었기 때문에 어느 정도 버텼으나, 2010년대에 들어 스마트폰과 OTT 시장의 발달로 이에 전혀 대비하지 못했던 블록버스터는 치명타를 맞고, 넷플릭스와 레드박스에 시장 점유율을 완전히 뺏기게 되었다.
2010년 9월 23일, 블록버스터 본사는 파산을 신청하여 다음 해인 2011년 디시 네트워크에 인수되었다. 디시 네트워크의 인수 과정에서 5000여개 이상의 매장이 폐업하였고, 인수 이후에도 여러 매장이 정리되어 2011년에는 600여개의 매장만이 영업하였다. 2014년까지 300여개의 매장이 폐업하며 위기를 맞았고, 결국 2019년에는 오리건주 벤드에 위치한 단 1개의 매장만이 영업하고 있다.

## 같이 보기
- 디시 네트워크
- 넷플릭스
- 소매업 종말